# Mont Faron
Pour les articles homonymes, voir Faron.
Le mont Faron est un sommet calcaire, faisant partie des monts toulonnais, qui culmine à 584 mètres et surplombe la ville de Toulon, dans le Var (France).
Un réseau de fortifications défensives datant des XVIIe et XVIIIe siècles est toujours visible ; il servait à la défense des accès maritimes puis terrestres au port militaire de la ville. Neuf forts veillent sur la rade : le fort Saint-Antoine, la tour de l'Ubac, la tour Beaumont, le Sanctuaire de Notre-Dame du Faron (ancienne poudrière), le retranchement de Leydet, la caserne du Centre, le fort de la Croix-Faron, l'Impluvium et le fort Faron. La tour Beaumont a été construite en 1845 pour défendre et surveiller le débouché des gorges nord du mont, elle est maintenant aménagée en musée Mémorial du Débarquement des Alliés du 15 août 1944.
Un téléphérique permet d'accéder au sommet en partant de la ville de Toulon. Le sommet, assez plat, abrite le Mémorial du débarquement en Provence (opération Anvil Dragoon) et le zoo du Mont Faron spécialisé dans l'élevage de félins.
Le sommet est également accessible par une route à une voie (la montée se fait à l'ouest et la descente par l'est de la montagne). La montée comme la descente offrent des points de vue très spectaculaires sur la rade de Toulon.

## Toponymie
Le mont Faron a été nommé ainsi à partir du XIIIe siècle. En provençal il s'appelle Faro.
Ce terme viendrait du « farot » qui est une tour de guet dans laquelle les villageois assuraient une surveillance permanente de la côte.
Au Moyen Âge, on trouve deux orthographes Pharon et Faron. Ces mots désignent des phares où les signaux se transmettent au moyen de feux avec de la fumée épaisse issue de paille bien mouillée. Ces phares portaient les noms de Pharus, Farus, Farotus, Pharomum, Faromum.

## Géographie

### Géologie
Le mont Faron est composé de calcaire, comme l'ensemble des Monts toulonnais. Ce massif est issu des plissements géologiques émanant du rapprochement de la péninsule Ibérique sur la plaque européenne il y a 65 millions d'années. Poussant vers le nord-est, les plissements se formèrent à la rencontre de la plaque européenne et plusieurs couches plus anciennes se retrouvèrent propulsées en surface recouvrant les couches géologiques plus récentes.
La géologie et la morphologie du relief sont assez différentes selon les secteurs du mont Faron. Le versant nord-est est une haute falaise de calcaire urgonien. Côté nord et au nord-ouest, les colonnes et éperons sont issus de l'érosion de calcaire dolomitique jurassique. Sur les versants sud-ouest à sud, on trouve du calcaire barrémien, formant des blocs fracturés et des crêtes en lapiaz et plus vers l'est des bancs de calcaire portlandien. Le versant est présente des pointements rocheux, qui sont constitués de muschelkalk (calcaire coquillier).

## Histoire

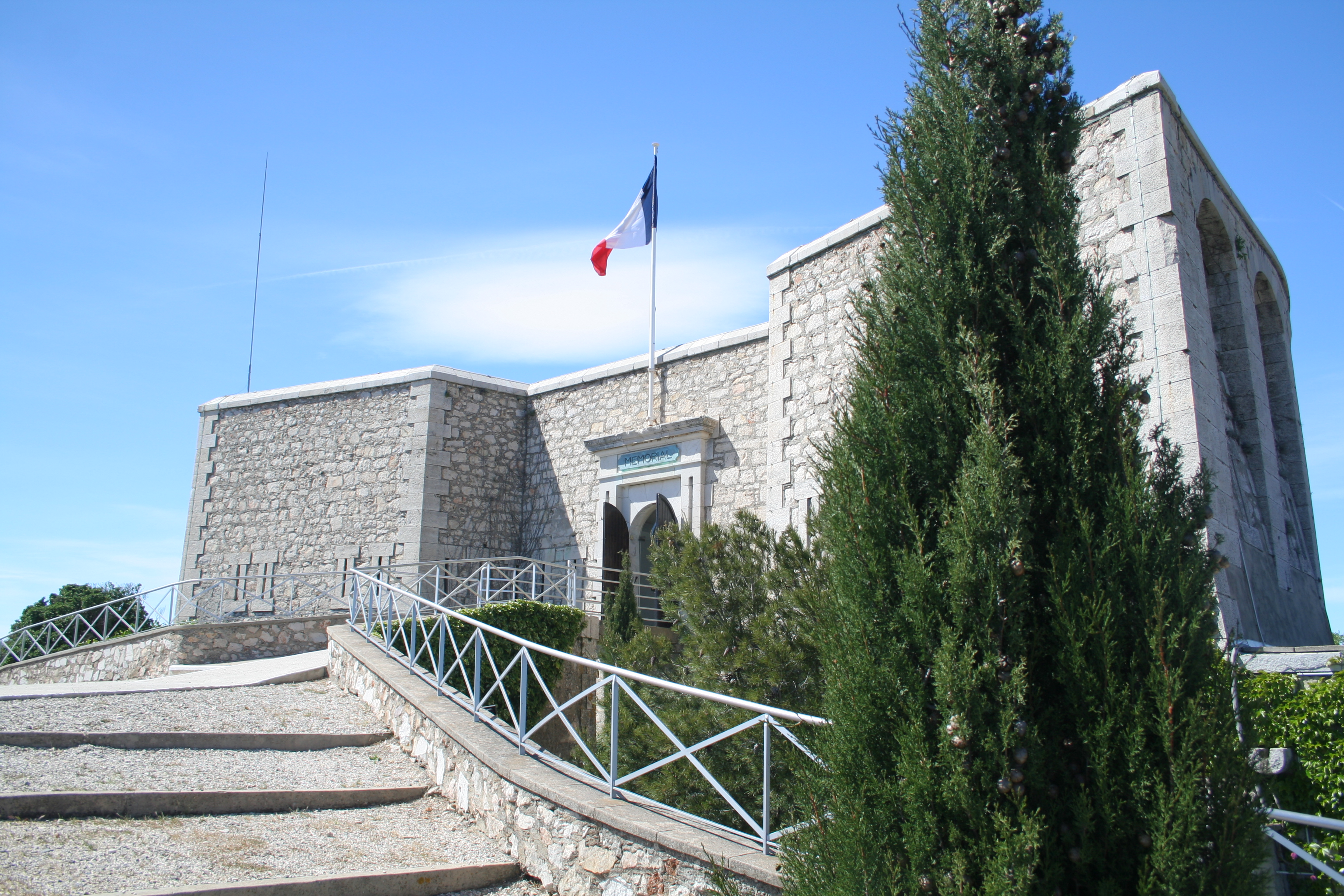
Mémorial du mont Faron

Le Faron a été habité par les hommes du Néolithique, peut-être aussi ceux du Paléolithique qui occupaient déjà ses grottes. Une vigie chargée de surveiller la mer et de signaler l'approche des bateaux était installée au sommet.
Sous l'Empire romain, Telo Martius devient l'une des deux teintureries impériales, avec la ville libanaise de Tyr, de pourpre, colorant naturel de couleur rouge, grâce à l'exploitation des murex, un coquillage se trouvant dans la baie. Les robes de pourpre royale se vendaient extrêmement cher, car, pour teindre quelques mètres de tissu, il fallait plusieurs milliers de coquillages. On estime qu’il fallait environ 8 000 murex pour obtenir 1 gramme de teinture pourpre. La surexploitation est telle que ce coquillage disparaît. Dans l'Empire romain tardif, le braconnage du murex est passible de la peine de mort. La preuve principale de cette industrie à Toulon est une notice des dignitaires de l'empire datant de l'an 400 citant un « procurator baphii telonensis », un administrateur de la teinturerie de Toulon.
Par la suite une nouvelle industrie teinturière se développe sur le Faron. Les experts ne font pas tous le lien entre ces deux industries, mais cela est probable[réf. nécessaire]. Ainsi, au Moyen Âge, le mont se couvre de chênes verts parasités par le kermès des teinturiers, petite cochenille dont les œufs servaient à produire un colorant rouge vermillon pour les textiles. Cette industrie, peut-être survivance de celle des Romains, se poursuivit jusqu'au XVIe siècle. La « cueillette » des œufs était sévèrement réglementée. Nul ne pouvait couper du bois ou faire paître ses troupeaux dans les « vermellias » sans risquer une forte amende. La récolte du kermès et ses utilisations à des fins tinctoriales constituaient une appréciable source de revenus pour l'économie toulonnaise. Ce sont les « vermillières du Faron ».
L'utilisation de cette cochenille méditerranéenne persiste jusqu'à la découverte du Nouveau Monde au XVIe siècle et de la cochenille du cactus (Dactylopius coccus) dont la concentration et le pouvoir colorant sont supérieurs et le coût de production moins élevé. La production de cochenilles d’Amérique centrale croit rapidement et inonde le monde.
Sans argent donc sans entretien, le mont subit ensuite une désertification totale vers 1500. Les causes principales sont la déforestation excessive, le pâturage de trop nombreux troupeaux de chèvres, le ruissellement des eaux de pluie et les incendies réguliers. L’adret du mont Faron est alors resté environ 400 ans totalement dénudé comme le démontrent :
- en 1586, le 19 février, un mémoire des consuls de Toulon[13], équivalents à l'époque des maires actuels, nommés pour un an[14]. Le rapport évoque les « montagnes voisines tellement incultes et stériles » du terroir toulonnais[15] ;
- en 1668 un rapport de Guidy, conseiller du roi ;
- en 1707 une lettre du maréchal de Tessé lors du siège de Toulon ;
- en 1727 un procès-verbal d’affouage[16].

Les populations voisines et les chèvres, dont il reste encore des enclos en pierres sèches pour parcage étaient les causes de cette déforestation. Seuls quelques arbres physiquement inaccessibles et de la baouco avaient résisté.
En 1860 une loi est publiée sur les reboisements. En 1864, par décret, le Faron est soumis au régime forestier. À partir de cette date, Émile Vincent, inspecteur des forêts à Toulon, prend la direction des travaux de reboisements sur la base de son étude réalisée en 1873.
Durant la Seconde Guerre mondiale, le lieu est libéré de l'occupation allemande après le débarquement allié en Provence en août 1944. Le mémorial du débarquement en Provence y est inauguré en 1964.

## Activités

### Cyclisme sur route

#### Caractéristiques de l'ascension
L'ascension du Faron est en sens unique du chemin du Fort Rouge (Toulon Ouest) vers l'arrivée du téléphérique, tout comme la descente de l'autre côté du fort du Faron vers la corniche Escartefigues (Toulon Est).
- Arrivée : 508 m
- Départ : Toulon (14 m)
- Dénivellation : 494 m
- Longueur : 5,5 km
- Pente : 8 % de moyenne mais le deuxième kilomètre est à 11,4 %[18]
- Les cyclistes professionnels mettent environ 17 minutes pour le gravir, soit une moyenne de 19 km/h[19].

#### Cyclisme professionnel

##### Tour de France
Le Tour de France n'est passé qu'une seule fois au mont Faron, lors de l'édition 1957 dans une étape entre Cannes et Marseille. Il a été classé en 1re catégorie.
| Année | Étape | Distance (km) | 1er au sommet   |
| ----- | ----- | ------------- | --------------- |
| 1957  | 12    | 239           | Jean Stablinski |

##### Paris-Nice
Le mont Faron a servi d'arrivée de plusieurs étapes du Paris-Nice.
| Année | Étape | Distance (km) | 1er au sommet         |
| ----- | ----- | ------------- | --------------------- |
| 1974  | 6a    | 21            | Joop Zoetemelk        |
| 1975  | 6a    | 13,8 clm      | Joop Zoetemelk        |
| 1986  | 5     | 180           | Pedro Muñoz           |
| 1987  | 4     | 193           | Jean-François Bernard |
| 1988  | 3     | 179           | Andrew Hampsten       |
| 1989  | 4     | 204           | Bruno Cornillet       |
| 1990  | 6     | 164           | Miguel Indurain       |
| 1991  | 6     | 164           | Tony Rominger         |
| 1992  | 6     | 187           | Tony Rominger         |
| 2002  | 4     | 175           | Alexandre Vinokourov  |
| 2003  | 5     | 152,5         | Alexandre Vinokourov  |
| 2005  | 5     | 172,5         | Gilberto Simoni       |

##### Tour méditerranéen
Beaucoup d'arrivées du Tour méditerranéen ont eu lieu au mont Faron. Cette épreuve ne se court plus depuis 2015.
| Année | Étape | Distance (km) | 1er au sommet          |
| ----- | ----- | ------------- | ---------------------- |
| 1976  | 2b    | 7 clm         | Roy Schuiten           |
| 1977  | 2b    | 11 clm        | Gilbert Chaumaz        |
| 1978  | 4b    | 8,5 clm       | Gerrie Knetemann       |
| 1979  | 3     | 7 clm         | Michel Laurent         |
| 1980  | 3a    | 5,5 clm       | Michel Laurent         |
| 1981  | 3a    | 8,5 clm       | Stefan Mutter          |
| 1983  | 2b    | 102           | Steven Rooks           |
| 1984  | 3     | 136           | Jean-Claude Bagot      |
| 1985  | 2     | 159           | Éric Caritoux          |
| 1986  | 5a    | 27            | Jean-François Bernard  |
| 1987  | 1     | 155           | Robert Millar          |
| 1988  | 5     | 9 clm         | Tony Rominger          |
| 1989  | 4a    | 96            | Luc Roosen             |
| 1990  | 4     | 113           | Tony Rominger          |
| 1991  | 5     | 154           | Phil Anderson          |
| 1992  | 5     | 117           | Rolf Gölz              |
| 1993  | 2     | 154           | Charly Mottet          |
| 1994  | 5b    | 32,6          | Davide Cassani         |
| 1995  | 4b    | 100           | Gianni Bugno           |
| 1996  | 4b    | 26,6          | Michele Coppolillo     |
| 1997  | 4     | 141           | Michele Bartoli        |
| 1999  | 1     | 140           | Davide Rebellin        |
| 2000  | 5     | 148           | Laurent Jalabert       |
| 2001  | 1     |               | Ivan Basso             |
| 2002  | 4     | 147           | Michele Bartoli        |
| 2003  | 4     | 110           | David Moncoutié        |
| 2005  | 3     | 134           | Jens Voigt             |
| 2006  | 2     | 112           | José Iván Gutiérrez    |
| 2007  | 4     | 98            | Rinaldo Nocentini      |
| 2008  | 3     | 100           | Alexandre Botcharov    |
| 2009  | 6     | 165           | David Moncoutié        |
| 2010  | 5     | 126           | Francesco Masciarelli  |
| 2011  | 5     | 185           | David Moncoutié        |
| 2013  | 4     | 145           | Jean-Christophe Péraud |
| 2014  | 5     | 192,7         | Jean-Christophe Péraud |

##### Autres courses
De plus, il a existé de 1920 à 1966, la course de côte du mont Faron, ainsi que de 1952 à 1970, une épreuve contre-la-montre.
Le mont Faron est à l'arrivée de la 3e étape du Tour du Haut-Var 2019, avec un succès de Thibaut Pinot devant Romain Bardet, qui finissent dans le même ordre au classement général de l'épreuve. Sur le Tour des Alpes-Maritimes et du Var 2020, la 3e étape termine au mont Faron et est remportée par Julien Bernard.
En 2024, le mont Faron est l'arrivée de la Classic Var, une nouvelle course d'un jour du calendrier UCI Europe Tour, issue de la scission du Tour des Alpes-Maritimes et du Var en Tour des Alpes-Maritimes et Classic Var. Cette étape est remportée par Lenny Martinez qui surprend sur la ligne d'arrivée Tobias Johannessen ayant célébré trop tôt sa victoire.

### Vélo tout terrain

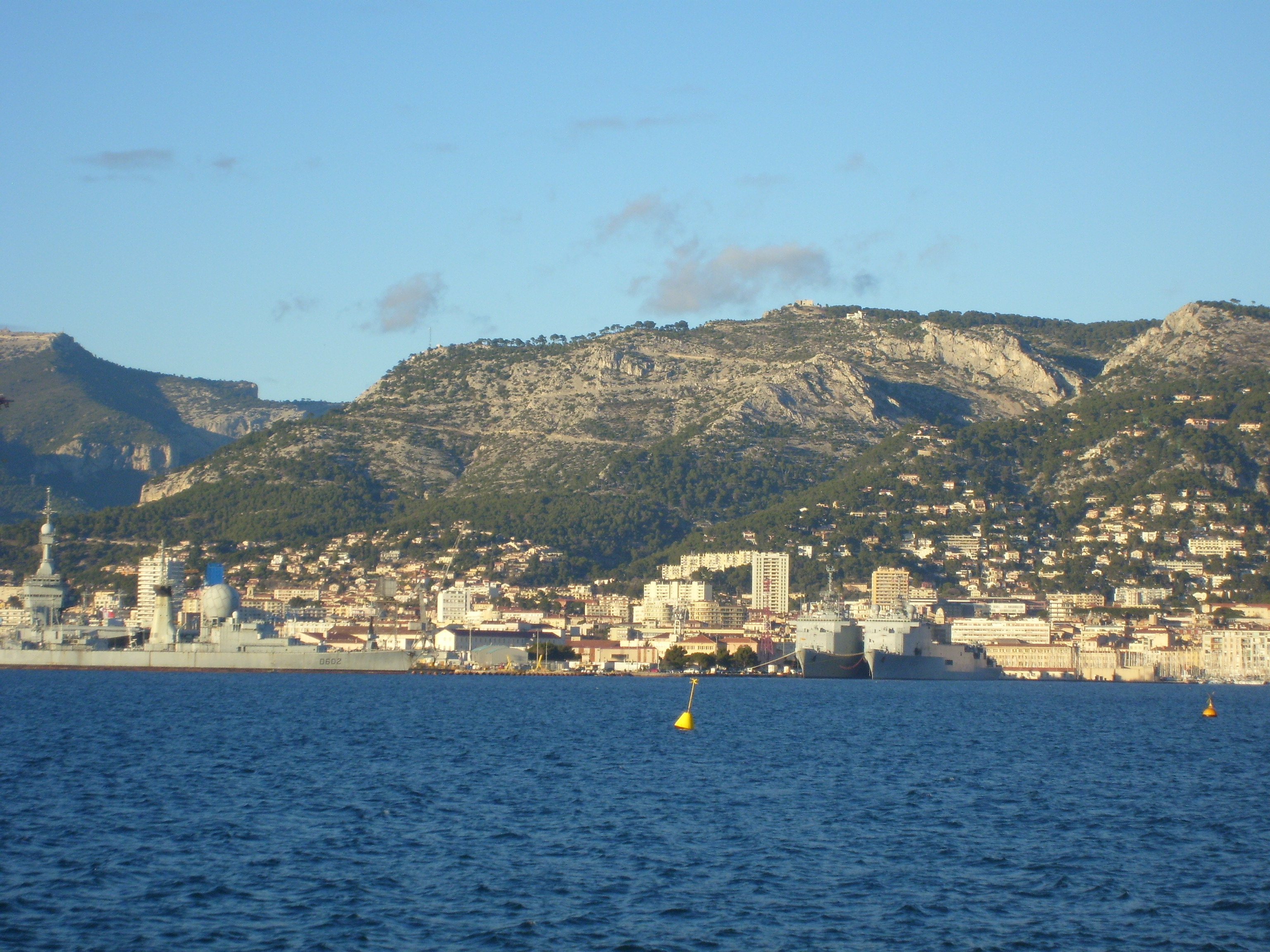
Le mont Faron vu depuis la rade de Toulon

Le mont Faron dispose de pistes de VTT typées descente et enduro pour tous les niveaux, du cycliste débutant au confirmé. Les pistes y sont très diverses, elles comportent des passages techniques, en « single track » (passage à grande vitesse), des pierriers, des « gap » (saut). Certaines pistes sont en forêt mais sur la majorité des pistes, vous roulez sur du calcaire (sur les pistes proches du téléphérique notamment) dans des pierriers ou des pistes assez cassantes. Le niveau de difficulté est variable.
Le mont Faron est un site naturel protégé, il ne faut emprunter que les sentiers déjà tracés. Les VTT sont seulement tolérés : il n'y a pas de piste officielle, ni de balisage des pistes VTT. Un plan à titre informatif est disponible aux caisses du téléphérique du mont Faron.

### Course à pied
Depuis 1976, le mont accueille l'arrivée de la montée du Faron. Partant de La Valette-du-Var, son départ est déplacé à Toulon en 1988.

### Escalade
Le mont Faron est un site d'escalade, décrit dans plusieurs topos. Il comporte des secteurs de couennes (voie d'une longueur) ainsi que des grandes voies jusqu'à 150 m de hauteur, équipées pour l'escalade sportive ou propices à l'escalade en terrain d'aventure :
- Faron citernes (sous-secteurs : Globe trotter / Harmonie / Qui va là ? / Taupe-model / Dame oiselle / Pollen / Bébélo) ;
- Faron téléphérique (sous-secteurs : Maud / Hermès-Toth / Voyages / Palanquin / Cèdre) ;
- Faron nord (sous-secteurs : Ici l'ombre 1 & 2 / Nono lulu / Grande face ou Grand baou / La cour des grands / La concession 1 & 2 / Le balcon) ;
- Faron tataouine ;
- Faron lierres (sous-secteurs : Pitonnée / Lucky-Luke / Toutoune / Crépuscule / Pierre Louis / Aigle noir / La grotte).

### Spéléologie
En redescendant du sommet par la route du Faron, proche d'un virage en épingle, une grille protège l’entrée du Trou de diable (cavité profonde de 85 m qui fut longtemps entourée de mystères et légendes jusqu'à son exploration en 1927).

### Tourisme

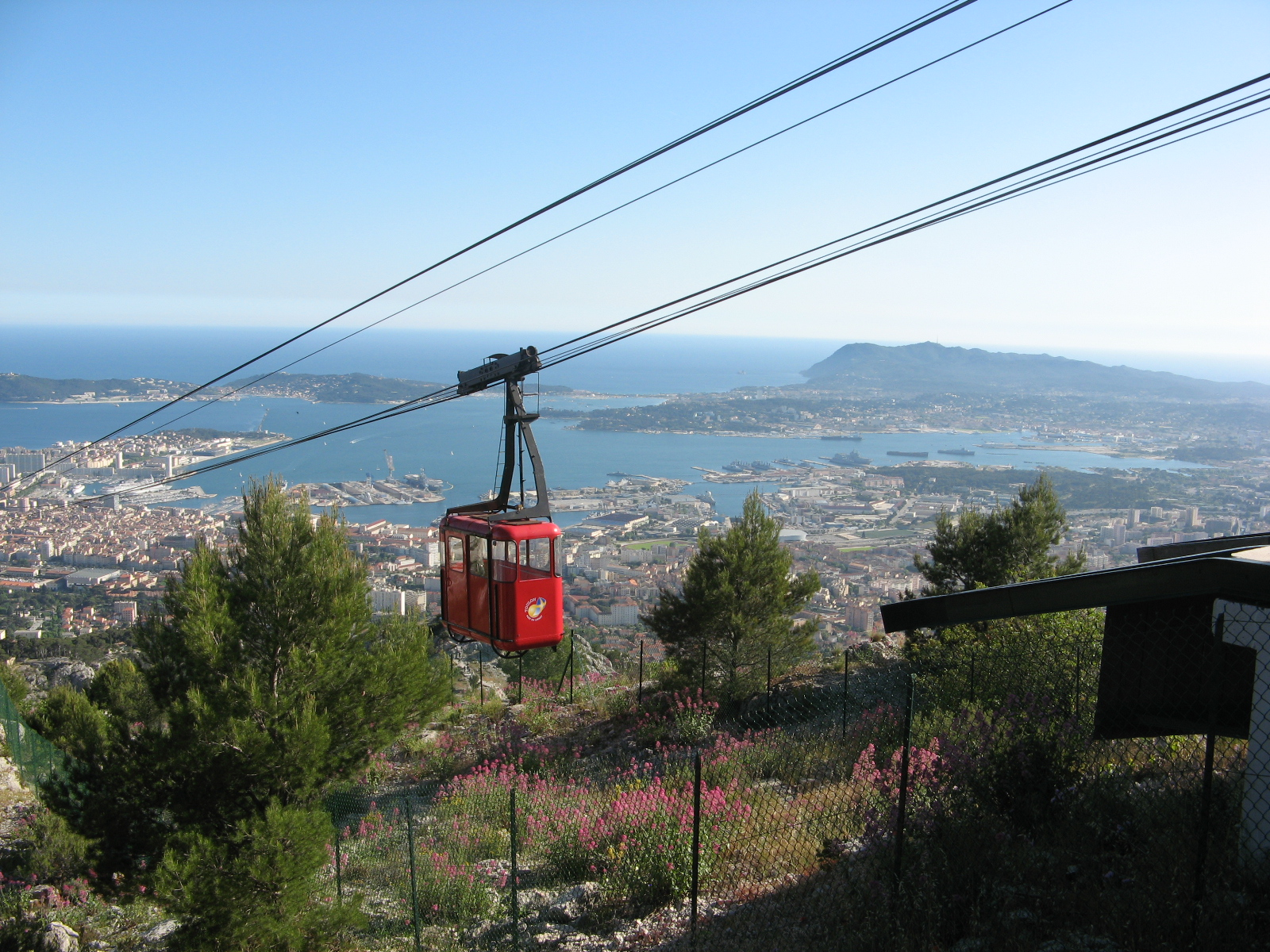
Vue du téléphérique du mont Faron.

Pour accéder au mont Faron, il existe un téléphérique. C'est l'un des rares que l'on peut trouver en milieu urbain (avec par exemple Grenoble, Barcelone, Brest ou Rio de Janeiro) et qui permet aux cyclistes de se déplacer plus facilement.
Le Mémorial du débarquement en Provence et le zoo du Mont Faron, spécialisé dans la reproduction des félins, sont situés sur le mont Faron.

### Protection environnementale
Le Faron est un site classé depuis le 1er février 1991 sur une superficie de 850 ha et fait partie d'une zone naturelle d'intérêt écologique, faunistique et floristique (code régional ZNIEFF : 83-167-100 terrestre type II).